# Jon-Egil Furunes
Jon-Egil Furunes – norweski brydżysta, World International Master w kategorii Open (WBF), European Master (EBL).

## Wyniki brydżowe

### Olimpiady
Na olimpiadach uzyskał następujące rezultaty:
| Olimpiady brydżowe. Zawody teamów | Olimpiady brydżowe. Zawody teamów | Olimpiady brydżowe. Zawody teamów    | Olimpiady brydżowe. Zawody teamów | Olimpiady brydżowe. Zawody teamów | Olimpiady brydżowe. Zawody teamów |
| Rok                               | Miejsce                           | Zawody                               | Kategoria                         | Drużyna                           | Pozycja                           |
| --------------------------------- | --------------------------------- | ------------------------------------ | --------------------------------- | --------------------------------- | --------------------------------- |
| 2004                              | Stambuł                           | 12. Olimpiada Teamów                 | Open                              | Norway                            | 17                                |
| 2002                              | Salt Lake City                    | 4. Mistrzostwa o Wielką Nagrodę MKOL | Open                              | Norway                            | 4                                 |
| 2000                              | Maastricht                        | 11. Olimpiada Brydżowa               | Open                              | Norway                            | 5                                 |

### Zawody światowe
W światowych zawodach zdobył następujące lokaty:
| Mistrzostwa Świata. Konkurencja teamów | Mistrzostwa Świata. Konkurencja teamów | Mistrzostwa Świata. Konkurencja teamów | Mistrzostwa Świata. Konkurencja teamów | Mistrzostwa Świata. Konkurencja teamów | Mistrzostwa Świata. Konkurencja teamów |
| Rok                                    | Miejsce                                | Zawody                                 | Kategoria                              | Drużyna                                | Pozycja                                |
| -------------------------------------- | -------------------------------------- | -------------------------------------- | -------------------------------------- | -------------------------------------- | -------------------------------------- |
| 2010                                   | Filadelfia                             | 13. Seria Mistrzostw Świata            | Open                                   | Hauge                                  | 65                                     |
| 2006                                   | Werona                                 | 12. Mistrzostwa Świata                 | Open                                   | Hauge                                  | 65                                     |
| 2000                                   | Southampton                            | 34. Mistrzostwa Świata Teamów          | Open                                   | Norway                                 | 4                                      |

| Mistrzostwa Świata. Konkurencja par | Mistrzostwa Świata. Konkurencja par | Mistrzostwa Świata. Konkurencja par | Mistrzostwa Świata. Konkurencja par | Mistrzostwa Świata. Konkurencja par | Mistrzostwa Świata. Konkurencja par |
| Rok                                 | Miejsce                             | Zawody                              | Kategoria                           | Partner                             | Pozycja                             |
| ----------------------------------- | ----------------------------------- | ----------------------------------- | ----------------------------------- | ----------------------------------- | ----------------------------------- |
| 2006                                | Werona                              | 12. Mistrzostwa Świata              | Open                                | Per Erik Austberg                   | 32                                  |

### Zawody europejskie
W europejskich zawodach zdobył następujące lokaty:
| Zawody europejskie. Konkurencja teamów | Zawody europejskie. Konkurencja teamów | Zawody europejskie. Konkurencja teamów | Zawody europejskie. Konkurencja teamów | Zawody europejskie. Konkurencja teamów | Zawody europejskie. Konkurencja teamów |
| Rok                                    | Miejsce                                | Zawody                                 | Kategoria                              | Drużyna                                | Pozycja                                |
| -------------------------------------- | -------------------------------------- | -------------------------------------- | -------------------------------------- | -------------------------------------- | -------------------------------------- |
| 2009                                   | San Remo                               | 4. Otwarte Mistrzostwa Europy          | Open                                   | Hauge                                  | 108                                    |
| 2008                                   | Amsterdam                              | 7. Puchar Europy                       | Open                                   | HBC–Norway                             | 7                                      |
| 2007                                   | Antalya                                | 3. Otwarte Mistrzostwa Europy          | Open                                   | Hauge                                  | 49                                     |
| 2005                                   | Teneryfa                               | 2. Otwarte Mistrzostwa Europy          | Open                                   | Hauge                                  | 77                                     |
| 2004                                   | Malmö                                  | 47. Mistrzostwa Europy Teamów          | Open                                   | Norway                                 | 17                                     |
| 2003                                   | Rzym                                   | 2. Puchar Europy                       | Open                                   | Heimdal Trondheim                      | 5                                      |
| 2002                                   | Warszawa                               | 1. Puchar Europy Teamów                | Open                                   | Norway                                 | 3                                      |
| 1999                                   | Malta                                  | 44. Mistrzostwa Europy Teamów          | Open                                   | Norway                                 | 3                                      |

| Zawody europejskie. Konkurencja par | Zawody europejskie. Konkurencja par | Zawody europejskie. Konkurencja par | Zawody europejskie. Konkurencja par | Zawody europejskie. Konkurencja par | Zawody europejskie. Konkurencja par |
| Rok                                 | Miejsce                             | Zawody                              | Kategoria                           | Partner                             | Pozycja                             |
| ----------------------------------- | ----------------------------------- | ----------------------------------- | ----------------------------------- | ----------------------------------- | ----------------------------------- |
| 2009                                | San Remo                            | 4. Otwarte Mistrzostwa Europy       | Open                                | Gunnar Hallberg                     | 7                                   |
| 2007                                | Antalya                             | 3. Otwarte Mistrzostwa Europy       | Open                                | Terje Aa                            | 173                                 |
| 2005                                | Teneryfa                            | 2. Otwarte Mistrzostwa Europy       | Open                                | Jan Petter Svendsen                 | 15                                  |

## Klasyfikacja
- Jon-Egil Furunes – klasyfikacja WBF (ang.)
- Jon-Egil Furunes – klasyfikacja EBL (ang.)